# Zabytkowe centrum Makau
Zabytkowe centrum Makau (ang. Historic Centre of Macau; chiń. trad. 澳門歷史城區;, port. O Centro Histórico de Macau) – zespół ponad dwudziestu obiektów będących przykładem asymilacji i współistnienia kultur chińskiej i zachodniej na obszarze Makau, dawnej kolonii portugalskiej.
W 2005 roku zabytkowe centrum Makau zostało wpisane na listę światowego dziedzictwa UNESCO, stając się 31 obiektem światowego dziedzictwa na terenie Chin. UNESCO tak opisuje zabytkowe centrum Makau: "Historyczna ulica miasta z portugalskimi i chińskimi rezydencjami, budowlami sakralnymi i gmachami publicznymi, czyni z zabytkowego centrum Makau rzadki przykład miejsca, w którym przez kilka wieków spotykały się estetyczne, kulturalne, architektoniczne i techniczne wpływy Wschodu i Zachodu" oraz "miejsce [to] jest świadectwem jednego z najdłużej trwających spotkań Chin ze światem Zachodu, możliwych dzięki ożywionej międzynarodowej wymianie handlowej".

## Lista obiektów
Zabytkowe centrum Makau składa się z dwóch stref wydzielonych w centrum miasta, na półwyspie Makau. Każda strefa jest otoczona strefą buforową.

### Strefa 1
- Świątynia A-Ma
- Koszary Mauretańskie
- Plac Largo do Lilau
- Dom Mandaryna
- Kościół św. Wawrzyńca
- Seminarium i kościół św. Józefa
- Plac Largo de Santo Agostinho
- Teatr Dom Pedro V
- Biblioteka Sir Roberta Ho Tunga
- Kościół św. Augustyna
- Budynek Leal Senado
- Plac Largo do Senado
- Świątynia Sam Kai Vui Kun
- Święty Dom Miłosierdzia

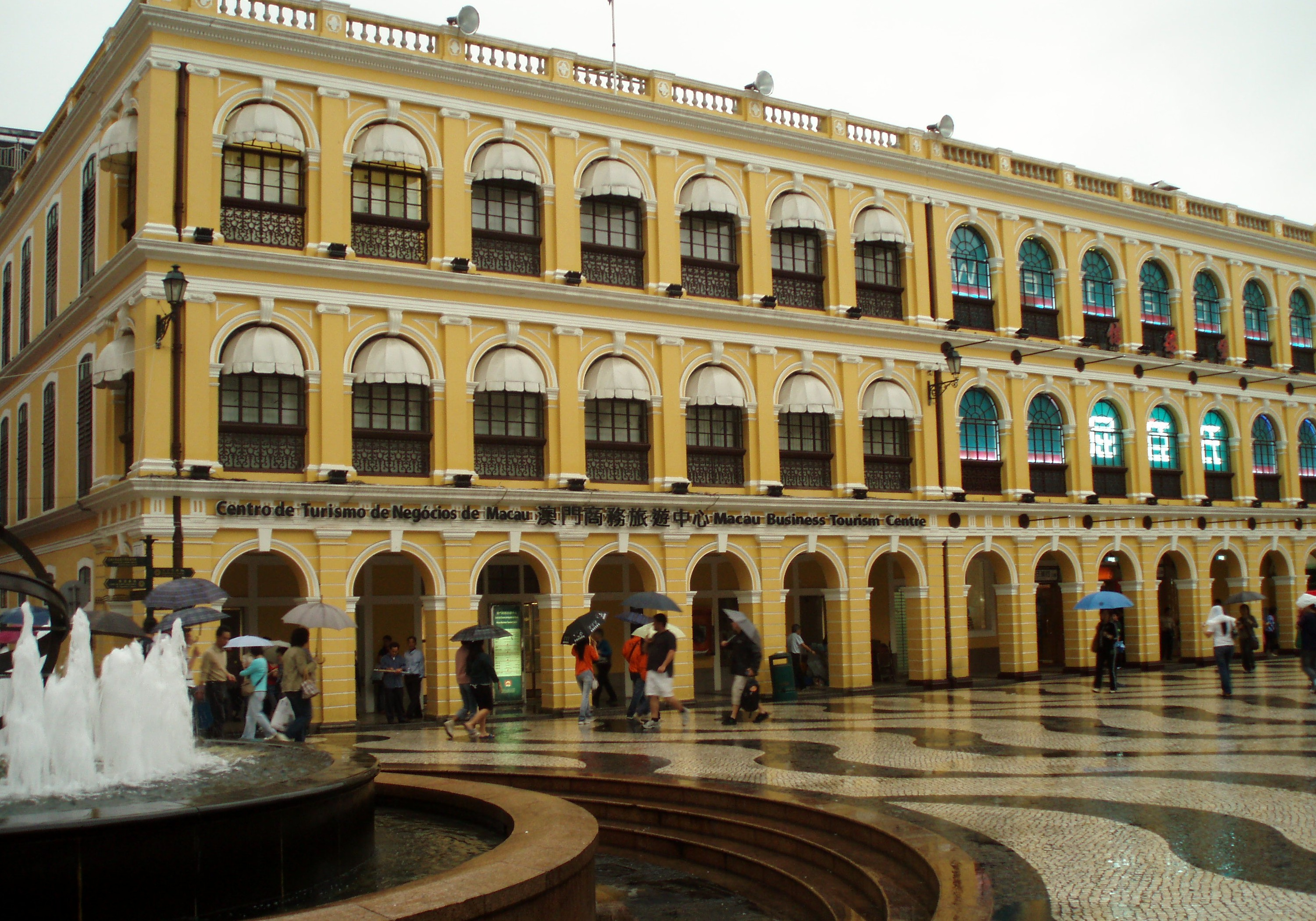
Plac Largo do Senado

- Katedra Narodzenia Najświętszej Marii Panny
- Rezydencja Lou Kau
- Kościół św. Dominika
- Ruiny katedry św. Pawła
- Świątynia Na Tcha
- Stare mury obronne
- Fortaleza do Monte
- Kościół św. Antoniego
- Ogród Casa
- Stary cmentarz protestancki i stare kwatery Brytyjskiej Kompanii Wschodnioindyjskiej[2]

### Strefa 2
- Twierdza Guia wraz z Kaplicą Guia i Latarnia Morską Guia